# Victor Fleming

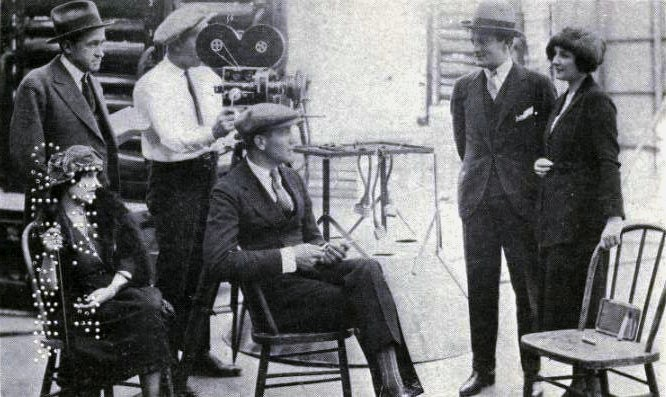
Victor Fleming (sittande) 1922.

Victor Lonzo Fleming, född 23 februari 1889 i Pasadena i Kalifornien, död 6 januari 1949 i Cottonwood i Arizona, var en amerikansk filmregissör. Fleming arbetade som filmfotograf åren 1915 till 1919 och gjorde under den tiden ett tjugotal filmer. Han övergick därefter till att regissera. Före sin död 1949 hade han regisserat 48 filmer, varav han också var producent för sju. Hans mest berömda filmer är Trollkarlen från Oz (1939) och Borta med vinden (1939).

## Biografi

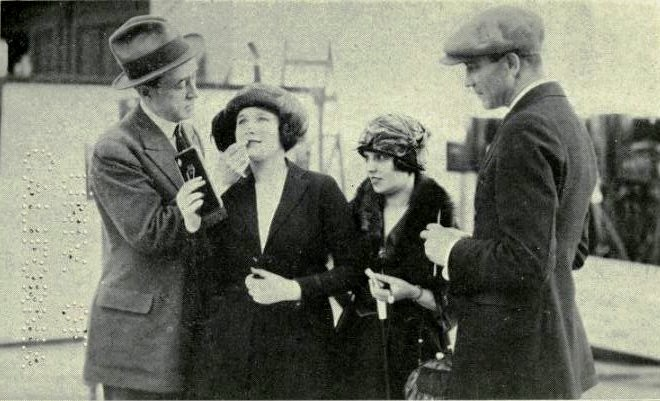
Victor Fleming (längst till höger) 1922.

I början av 1910-talet arbetade Victor Fleming som assisterande filmfotograf åt Allan Dwan. Från 1915 arbetade han som filmfotograf, bland annat i filmer av D.W. Griffith, och för Dwan i flera filmer med Douglas Fairbanks. Fairbanks hade också huvudrollen i Flemings två första filmer som regissör:  Spritt språngande galen från 1919, medregisserad av Theodore Reed, och hans egen film från året därpå, The Mollycoddle. Fleming blev en pålitlig hantverkare som gjorde ganska opersonliga filmer under 1920-talet. Han gjorde med skicklighet filmer för en ung publik, som Skattkammarön och  Trollkarlen från Oz (1939). Fleming hade rykte om sig att vara mycket tuff, och var känd för att en gång ha skjutit ihjäl något vilddjur (möjligen ett bergslejon) som väsnades utanför hans hem och lämnat kadavret framför sitt hus som en varning, men det är oklart om varningen var riktad till andra vilddjur eller till andra människor.[källa behövs]
Victor Fleming var skådespelaren Clark Gables favoritregissör.[källa behövs] Eftersom han regisserat denne i Taifun (1932) och Hjältar av idag (1938) anlitades han för att ta över regin i Borta med vinden (1939). För denna insats belönades han med en Oscar för bästa regi. Hans mest nämnvärda filmer från 1940-talet är Spencer Tracy-filmerna Dr. Jekyll och Mr. Hyde (1941), Dagdrivarbandet (1942), och Hjältar dö aldrig (1944), samt hans sista film, Joan of Arc (1948), med Ingrid Bergman i huvudrollen.
Victor Fleming är begravd på Hollywood Forever Cemetery i Hollywood.

## Filmografi som regissör
- 1919 – Spritt språngande galen
- 1920 – Mollycoddle
- 1921 – Under mammas regemente
- 1922 – The Lane That Had No Turning
- 1923 – De laglösas lag
- 1924 – Dollarprinsessans sommarflirt
- 1924 – Havets lag
- 1925 – The Devil's Cargo
- 1925 – Äventyr
- 1926 – Den blinda gudinnan
- 1926 – Synd som lockar
- 1927 – Hula
- 1927 – Kamrater i liv och död
- 1927 – Frestelse
- 1928 – Uppvaknandet
- 1928 – En judes kärlekssaga
- 1929 – Vargens sång
- 1929 – Bragdernas man
- 1930 – Under Saharas sol
- 1930 – En ogift moder
- 1931 – Around the World in Eighty Minutes
- 1932 – Ur polisens dagbok
- 1932 – Taifun
- 1933 – Vita systern
- 1933 – Akta er för gnistor!
- 1934 – Skattkammarön
- 1935 – Hjärter i trumf
- 1935 – Mot lyckans hamn
- 1937 – Havets hjältar
- 1938 – Hjältar av idag
- 1939 – Trollkarlen från Oz
- 1939 – Borta med vinden
- 1941 – Dr. Jekyll och Mr. Hyde
- 1941 – They Dare Not Love
- 1942 – Dagdrivarbandet
- 1944 – Hjältar dö aldrig
- 1945 – Äventyr
- 1948 – Joan of Arc